# James Maslow
James David Maslow (16 de julho de 1990), é um ator, compositor e cantor norte-americano, mais conhecido por interpretar o papel de James Diamond na série de televisão Big Time Rush, exibido pelo canal Nickelodeon, e por ser membro do Big Time Rush (banda) grupo musical com o mesmo nome.

## Biografia
Nascido em Nova Iorque, James David Maslow cresceu em La Jolla, Califórnia. Filho de Mike Maslow e Cathy Burge, tem 2 irmãos: Alison Marie Thom (Meia irmã mais velha) e Philip Maslow. Teve um aprendizado religioso rigoroso pois seu pai Mike é judeu e sua mãe Catherine é católica, porém, James é judeu, assim como seu pai.
Começou a treinar como cantor aos seis anos quando seus pais o fizeram cantar em um coro infantil de San Diego. Teve um pequeno papel na produção de San Diego de "Opera de La Boheme", quando tinha 10 anos. Participou atuando em La Jolla Playhouse, e teve o seu primeiro agente quando tinha 14 anos. Na escola, estrelou como Danny Zuko em Grease e como Maurius em Les Misérables. Abandonou a Faculdade de Artes Cênicas no 10º período e mudou para Escola de Artes de Coronado.
Participou do episódio "Eu Vi Primeiro" como Shane, na série (iCarly) onde as amigas: Carly (Miranda Cosgrove) e Sam (Jennett McCurdy) disputam pelo personagem. Ficou mundialmente conhecido após interpretar James Diamond na série (Big Time Rush), que lançou a banda de mesmo nome, com os amigos: Kendall Schmidt, Logan Henderson e Carlos PenaVega.
Também esteve na lista dos caras mais sexy de Hollywood três vezes.
Além de sua carreira no cinema, após o Big Time Rush, James deu início a sua carreira solo, onde faz um trabalho, com músicas mais lentas em comparação ao que ele cantava no Big Time Rush. No começo de sua carreira solo, James lançou diversos covers, de músicas famosas, uma das mais marcantes foi quando ele gravou um cover da música "Clarity". Já em 2017 James lançou o seu álbum ''How I Like It" em Março de 2017, após o lançamento de seu álbum ele lançou várias outras músicas incríveis, em 2018 ele lançou a música "All Day", com participação especial de Dominique. Já em 2019 a mais marcante foi sua música "Love U Sober", onde segundo James, é uma música que trata de seus relacionamentos amorosos antigos.

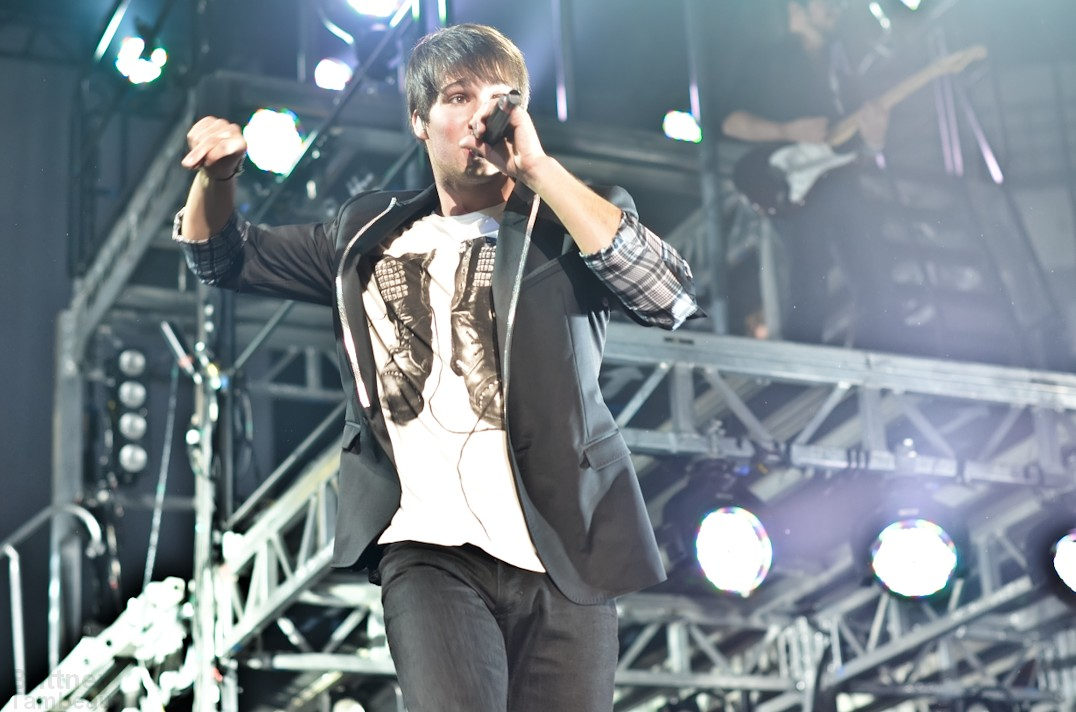
James em show ao vivo com a banda Big Time Rush

Em 2014, Maslow competiu como um concorrente na décima oitava temporada de Dancing with the Stars , em que ele alcançou o quarto lugar. Em 2018, Maslow foi escalado como um dos hospedes de celebridades na primeira edição americana do Celebrity Big Brother, onde Maslow terminou em sexto lugar.
Em 4 de março de 2014, a ABC anunciou que Maslow participaria da 18ª temporada de Dancing with the Stars . Ele foi emparelhado com o dançarino profissional Peta Murgatroyd. Em última análise, Maslow chegou às finais, mas foi eliminado na primeira noite. Maslow terminou em quarto lugar, com uma pontuação média de 26,9 (excluindo as pontuações dos juízes convidados). Em uma votação no Twitter, Maslow foi escolhido "em um deslizamento de terra" para realizar um encore de sua dança freestyle durante o final da temporada. Durante seu tempo no show, Maslow ganhou a primeira pontuação perfeita da temporada para sua dança contemporânea " Let It Go " de Frozenna noite da Disney. Ele apareceu na capa da edição de julho de 2014 da FitnessRx Magazine.
Em 2019 James já conseguiu alcançar o sucesso como artista solo , agora o novo empreendimento de James o vê se unindo ao seu melhor amigo, produtor / colaborador Eugene Ugorski. Juntos, eles são LTX, e não demorará muito para que conquistem o mundo da música.
O grupo tornou sua presença conhecida em grande parte, com seu primeiro single, "Did You Forget". 

## Discografia

### Álbuns de estúdio
| Título        | Album                                                       |
| ------------- | ----------------------------------------------------------- |
| How I Like It | - Realisado: Março 3, 2017 - Formatos: CD, digital download |

### Singles
| Título                                  | Ano  | Album                    |
| --------------------------------------- | ---- | ------------------------ |
| "Lies" (featuring Unlike Pluto)         | 2015 | Não está no albúm-single |
| "Circles"                               | 2015 | Não está no albúm-single |
| "Cry" (featuring City Fidelia)          | 2017 | How I Like It            |
| "How I Like It"                         | 2017 | How I Like It            |
| "Who Knows"                             | 2017 | How I Like It            |
| "Christmas Beautiful"                   | 2017 | Não está no albúm-single |
| "Falling"                               | 2018 | Não está no albúm-single |
| "All Day" (featuring Dominique)         | 2018 | Não está no albúm-single |
| "Love U Sober"                          | 2019 | Não está no albúm-single |
| '' Delirious "                          | 2019 | Não está no albúm-single |
| "Did You Forget" (Eugene Ugorski) (LTX) | 2019 | Não está no albúm-single |
| "History" (LTX) (Heather Sommer)        | 2020 | Não está no albúm-single |

#### Duetos com outros artistas
| Titulo                                      | Ano  | Album                    |
| ------------------------------------------- | ---- | ------------------------ |
| "Never Too Young" (MattyB com James Maslow) | 2013 | Não está no albúm-single |
| "Now The Time Has Come"                     | 2017 | Não está no albúm-single |

#### Singles promocionais
| Título                                               | Ano  | Album                    |
| ---------------------------------------------------- | ---- | ------------------------ |
| "Cheerleader" (with Megan Nicole and Tiffany Alvord) | 2015 | Não está no albúm-single |
| "One Call Away"                                      | 2015 | Não está no albúm-single |

### Outras aparições
| Título    | Ano  | Outros artistas | Album        |
| --------- | ---- | --------------- | ------------ |
| "Mirrors" | 2013 | Cimorelli       | Best Of 2013 |

## Turnês
- How I Like It Tour (2017)

## Filmografia

### Filmes
| Ano  | Título                      | Personagem           | Notas       |
| ---- | --------------------------- | -------------------- | ----------- |
| 2009 | urFRENZ                     | Brandon              |             |
| 2017 | 48 Hours to Live            | Wyatt                |             |
| 2017 | It Happened One Valentine's | Caleb Green          |             |
| 2017 | Art Show Bingo              | Will Hunter          |             |
| 2018 | Bachelor Lions              | Mark Meyers          |             |
| 2018 | Room for Murder             | Jake                 |             |
| 2020 | Hellstorm                   | Bolton               | Em produção |
| 2020 | My Boyfriend's Meds         | Henry                |             |
| 2020 | Wolf Hound                  | Captain David Holden | Em produção |
| 2020 | We Need to Talk             | Scott Stewart        | Em produção |
| 2020 | Stars Fell on Alabama       | Bryce Dixon          | Em produção |

### Televisão
| Ano        | Título                     | Personagem           | Notas                                                |
| ---------- | -------------------------- | -------------------- | ---------------------------------------------------- |
| 2008       | iCarly                     | Shane                | Episódio:''Eu vi primeiro''                          |
| 2009–2013  | Big Time Rush              | James Diamond        | Papel Principal                                      |
| 2011       | Hand aufs Herz             | Himself              | Episódio 11 de Agosto de 2011                        |
| 2012       | How to Rock                | James Diamond        | Episódio:''Como Rock uma Eleição''                   |
| 2012       | Figure It Out              | Panelist             |                                                      |
| 2012       | Big Time Movie             | James Diamond        | Filme                                                |
| 2012; 2013 | See Dad Run                | Ricky Adams          | Episódio: "See Dad Wah-Wah'd" and "See Dad Campaign" |
| 2013       | Marvin Marvin              | Himself              | Episódio: "Big Time Marvin"                          |
| 2014       | Dancing with the Stars     | Contestant           | Temporada 18                                         |
| 2014       | Sequestered                | Kevin Mohr           | Papel Principal                                      |
| 2015       | The Penguins of Madagascar | Beaver James (voice) | Episódio: "Tunnel of Love"                           |
| 2015       | Seeds of Yesterday         | Bart Foxworth        | Filme                                                |
| 2018       | Celebrity Big Brother      | Contestant           | Temporada 1                                          |
| 2018       | The Big Bang Theory        | Bartender            | Episódio: "The Reclusive Potential"                  |
| 2019       | The Big Stage              | Apresentador         |                                                      |
| 2020       | Katy Keene                 | Alan                 |                                                      |

### Web
| Ano  | Título              | Personagem      | Notas                                            |
| ---- | ------------------- | --------------- | ------------------------------------------------ |
| 2015 | Be Right Back       | Maury McQuarrie | Papel principal                                  |
| 2016 | Princess Rap Battle | Kristoff        | Episódio: "Rapunzel & Flynn vs. Anna & Kristoff" |

## Prêmios e indicações

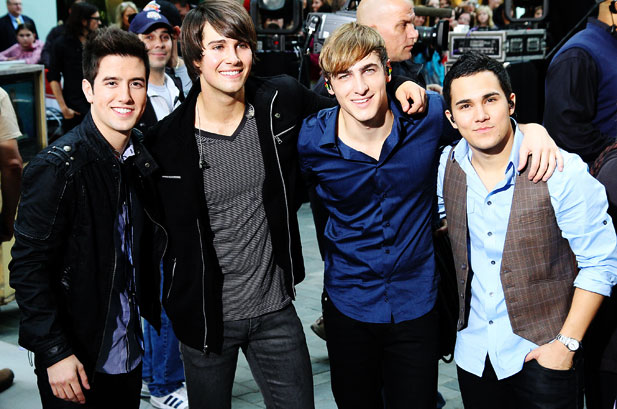
Big Time Rush

James Maslow recebeu uma indicação em 2014 no Young Hollywood Awards anual pelo corpo mais quente que ele perdeu para o ex-concorrente do Dancing With The Stars, Derek Hough. No mesmo ano, Maslow novamente recebeu reconhecimento por seus esforços de caridade com o anual VH1 Do Something! "Celebs Gone Good Prêmios", embora ele não conseguiu fazer a lista de vencedores como Taylor Swift tinha vencido esse tempo pelo terceiro ano consecutivo. Além dessas nomeações, James Maslow foi indicado como estrela de TV internacional favorita no Australian Kids Choice Awards entre 2010 e também novamente em 2011. Ele também foi reconhecido com uma indicação ao Australian Astra Award de Ator ou Personalidade Internacional Favorito no evento de 2011, mas não venceu. Em 2014, Maslow, juntamente com o elenco e a equipe da série de TV da Sony Crackle, Sequestered, recebeu 2 (IAWTVA) Prêmios da Academia Internacional de Web Television de Melhor Série de Drama e um de Melhor elenco de Ensemble perdendo ambos os lances. Como músico, em julho de 2017, Maslow foi declarado o vencedor do iHeartRadio Rising Star da Macy's e abriu o iHeartRadio Music Festival. 